# Mandibyadarahalli, Dod Ballapur
Mandibyadarahalli là một làng thuộc tehsil Dod Ballapur, huyện Bangalore Rural, bang Karnataka, Ấn Độ.